# Anisodes subpallida
Cyclophora subpallida là một loài bướm đêm trong họ Geometridae.